# Jean Wahl
Jean Wahl, född 25 maj 1888 i Marseille, död 19 juni 1974 i Paris, var en fransk filosof och författare. Han var professor vid Sorbonne från 1936 till 1967.

## Biografi
Jean Wahl föddes i Marseille år 1888. Han studerade vid École Normale Supérieure (ENS). År 1920 avlade han doktorsexamen med avhandlingen Les Philosophies pluralistes d'Angleterre et d'Amérique, i vilken han bland annat redogör för den amerikanske filosofen William James pragmatism. Wahl är en av de som introducerade Hegels tankar i Frankrike; år 1929 utkom Wahls Le Malheur de la conscience dans la Philosophie de Hegel. År 1936 utnämndes Wahl till professor vid Sorbonne; där kom han att verka till och med 1967, förutom krigsåren.